# 管寮
管寮，原寫為管藔，是臺灣臺南市安定區的一個傳統地域名稱，位於該區西北部，並有一小部分向南延伸至本地區中西部。相較於今日行政區，其範圍大致包括文科里西大半部不含西端、海寮里東北部不含其北端。(原為管寮里，現今已改為文科里)
本地區境內主要聚落為管藔。

## 歷史
台灣日治初期，管寮地區為一街庄，稱為「管藔庄」（舊制街庄），隸屬於西港仔堡。該庄昔日西及北隔曾文溪與西港仔庄、檨仔林庄為界，東與直加弄庄、港仔尾庄為鄰，東南邊為港口庄，南邊為新吉庄，西南邊為海藔庄。
1901年（日治明治三十四年）11月11日，全台廢縣廳改設二十廳，該庄隸屬於鹽水港廳。1904年（明治三十七年）4月1日，該庄編入「西港仔區」，隸屬於鹽水港廳。1906年（明治三十九年）4月1日，鹽水港廳內管轄區域調整，該庄仍隸屬於西港仔區。1909年（明治四十二年）10月25日，全台合併二十廳為十二廳，西港仔區改隸屬於臺南廳。1920年（大正九年）10月1日，全台地方制度大改正，廢十二廳改設五州二廳，該庄改制並雅化為「管寮」大字，隸屬於臺南州新化郡安定庄（新制街庄）。
戰後安定庄改制為安定鄉，隸屬於臺南縣，大字亦改制為村。1950年（民國39年）10月25日，雲、嘉、南分治，安定鄉仍隸屬於臺南縣。2010年（民國99年）12月25日，臺南縣、市合併為直轄臺南市，安定鄉改制為安定區，村亦改制為里。

## 聚落
本地區發展較早的聚落為管藔，在日治初期的官方地圖上已有記載。

## 交通
省道台19線又稱「中央公路」，是彰化至永康的幹道，經過本地區主聚落西側。由該道路北行可前往西港區、佳里區、學甲區、鹽水區等地；南行可前往安南區、永康區西端，並止於六甲頂地區的省道台1線轉角路口。
區道南132線是海寮至安定的道路，經過本地區南部。
區道南132-1線是海寮至南安的道路，其西南側端點（起點）位於本地區南部凸出部分西側邊界地帶的區道南132線路口，由此向北轉東會經過本地區主聚落。
區道南134線是南安至新市的道路，其西側端點（起點）位於本地區南部邊界地帶東側的區道132線路口。